# Rune Öberg
Rune Ewert Öberg (Stoccolma, 26 dicembre 1922 – Stoccolma, 17 aprile 2002) è stato un pallanuotista svedese che ha partecipato alle Olimpiadi estive del 1948.